# Paral·lel 25° nord
El paral·lel 25° nord és una línia de latitud que es troba a 25 graus nord de la línia equatorial terrestre. Travessa Travessa Àfrica, Àsia, el oceà Índic, el oceà Pacífic, Amèrica del Nord i el oceà Atlàntic.

A Âfrica, el paral·lel defineix part de la frontera entre Mauritània i Mali.

La secció més septentrional de la frontera entre Mali i Mauritània aquesta definida per aquest paral·lel.
En aquesta latitud el sol és visible durant 13 hores, 42 minuts durant el solstici d'estiu i 10 hores, 35 minuts durant el solstici d'hivern.

## Geografia
En el sistema geodèsic WGS84, al nivell de 25° de latitud nord, un grau de longitud equival a 100,950 km; la longitud total del paral·lel és de 36.342 km, que és aproximadament 90,7% de la de l'equador. Es troba a una distància de 2.766 km de l'equador i a 7.236 km del pol Nord.
Igual que tots els altres paral·lels a part de l'equador,el paral·lel 15° nord no és un cercle màxim i, per tant, no és la distància més curta entre dos punts, fins i tot si són a la mateixa latitud. Per exemple, seguint el paral·lel, la distància recorreguda entre dos punts de longitud oposada és 18.171  km; després d'un cercle màxim (que passa pel Pol Nord), només és 14 472 km.

## Arreu del món
Començant al meridià de Greenwich i dirigint-se cap a l'est, el paral·lel 25º passa per:
| Coordenades                               | País, territori o mar        | Notes |
| ----------------------------------------- | ---------------------------- | --- |
| 25° 0′ N, 0° 0′ E / 25.000°N,0.000°E      | Algèria                      | |
| 25° 0′ N, 10° 2′ E / 25.000°N,10.033°E    | Líbia                        | |
| 25° 0′ N, 25° 0′ E / 25.000°N,25.000°E    | Egipte                       | |
| 25° 0′ N, 34° 57′ E / 25.000°N,34.950°E   | Mar Roig                     | |
| 25° 0′ N, 37° 17′ E / 25.000°N,37.283°E   | Aràbia Saudita               | |
| 25° 0′ N, 50° 38′ E / 25.000°N,50.633°E   | Golf Pèrsic                  | Golf de Bahrein |
| 25° 0′ N, 50° 48′ E / 25.000°N,50.800°E   | Qatar                        | |
| 25° 0′ N, 51° 38′ E / 25.000°N,51.633°E   | Golf Pèrsic                  | |
| 25° 0′ N, 55° 3′ E / 25.000°N,55.050°E    | Emirats Àrabs Units          | |
| 25° 0′ N, 56° 22′ E / 25.000°N,56.367°E   | Oceà Índic                   | Mar d'Aràbia |
| 25° 0′ N, 66° 42′ E / 25.000°N,66.700°E   | Pakistan                     | Balutxistan Oriental – per uns 16 km Sindh - passa just al nord de Karachi                                                |
| 25° 0′ N, 70° 55′ E / 25.000°N,70.917°E   | Índia                        | Rajasthan Madhya Pradesh Uttar Pradesh Madhya Pradesh Uttar Pradesh Madhya Pradesh Uttar Pradesh Bihar Bengala Occidental |
| 25° 0′ N, 88° 24′ E / 25.000°N,88.400°E   | Bangladesh                   | |
| 25° 0′ N, 92° 25′ E / 25.000°N,92.417°E   | Índia                        | Assam Manipur |
| 25° 0′ N, 94° 43′ E / 25.000°N,94.717°E   | Myanmar                      | |
| 25° 0′ N, 97° 43′ E / 25.000°N,97.717°E   | República Popular de la Xina | Yunnan - Passa just al sud de Kunming Guizhou Guangxi Hunan Guangxi Hunan Guangdong Hunan Guangdong Jiangxi Fujian        |
| 25° 0′ N, 118° 59′ E / 25.000°N,118.983°E | Mar de la Xina Meridional    | Estret de Taiwan |
| 25° 0′ N, 121° 1′ E / 25.000°N,121.017°E  | República de la Xina         | Illa de Taiwan (reclamada per República Popular de la Xina) - passa just al sud de Taipei                                 |
| 25° 0′ N, 121° 59′ E / 25.000°N,121.983°E | Oceà Pacífic                 | passa just al nord de Miyako-jima, Japó · passa just al nord d'Iwo Jima, Japó                                             |
| 25° 0′ N, 112° 12′ O / 25.000°N,112.200°O | Mèxic                        | illa Magdalena Baixa Califòrnia Sud mainland illa San José                                                                |
| 25° 0′ N, 110° 34′ O / 25.000°N,110.567°O | Golf de Califòrnia           | |
| 25° 0′ N, 108° 13′ O / 25.000°N,108.217°O | Mèxic                        | illa Altamura illa Talchichitle Sinaloa Estat de Durango Coahuila Nuevo León Tamaulipas                                   |
| 25° 0′ N, 97° 32′ O / 25.000°N,97.533°O   | Golf de Mèxic                | |
| 25° 0′ N, 80° 32′ O / 25.000°N,80.533°O   | Estats Units                 | Illa de Key Largo, Florida                                                                                                |
| 25° 0′ N, 80° 31′ O / 25.000°N,80.517°O   | Oceà Atlàntic                | Estret de Florida |
| 25° 0′ N, 78° 10′ O / 25.000°N,78.167°O   | Bahames                      | Illa d'Andros |
| 25° 0′ N, 77° 57′ O / 25.000°N,77.950°O   | Oceà Atlàntic                | |
| 25° 0′ N, 77° 33′ O / 25.000°N,77.550°O   | Bahames                      | Illa de Nova Providència - passa just al sud de Nassau                                                                    |
| 25° 0′ N, 77° 20′ O / 25.000°N,77.333°O   | Oceà Atlàntic                | |
| 25° 0′ N, 76° 9′ O / 25.000°N,76.150°O    | Bahames                      | Illa d'Eleuthera |
| 25° 0′ N, 76° 8′ O / 25.000°N,76.133°O    | Oceà Atlàntic                | |
| 25° 0′ N, 14° 50′ O / 25.000°N,14.833°O   | Sàhara Occidental            | Reclamat Marroc i la RASD                                                                                                 |
| 25° 0′ N, 12° 0′ O / 25.000°N,12.000°O    | Mauritània                   | |
| 25° 0′ N, 6° 34′ O / 25.000°N,6.567°O     | Frontera Mauritània / Mali   | |
| 25° 0′ N, 4° 49′ O / 25.000°N,4.817°O     | Algèria                      | |